# Химичева, Нина Ивановна
Нина Ивановна Химичева (2 сентября 1928 — 17 марта 2016) — советский и российский учёный-юрист, доктор юридических наук, профессор Саратовской государственной юридической академии, заслуженный работник высшей школы Российской Федерации, академик Международной академии наук высшей школы, почётный работник высшего профессионального образования Российской Федерации.

## Биография
Родилась в г. Саратове.
В 1950 г. окончила Саратовский государственный юридический институт ордена Знак почета им. Д. И. Курского (впоследствии — Саратовская государственная академия права). По окончании юридического института в 1950 г. работала юрисконсультом на Саратовской перчаточной фабрике, с 1951 года — старшим лаборантом кафедры государственного права Саратовского юридического института, затем преподавателем этой дисциплины, впоследствии — старшим преподавателем финансового права.
В 1960—1961 годы находилась в годичной аспирантуре по специальности финансового права при Всесоюзном юридическом заочном институте (Москва, научный руководитель д.ю.н., профессор Е. А. Ровинский). В 1962 г. защитила кандидатскую диссертацию на тему «Бюджетные права областного (краевого) Совета депутатов трудящихся» в Московском государственном университете, после чего возвратилась к преподавательской и научной работе в Саратовский юридический институт на кафедру финансового, банковского и таможенного права. Одновременно преподавала финансовое право в Поволжской академии государственной службы в Саратове.
В 1980 г. защитила на юридическом факультете Московского государственного университета им. М. В. Ломоносова докторскую диссертацию на тему: «Субъекты советского бюджетного права», в 1981 г. присуждена ученая степень доктора юридических наук, в 1982 г. присвоено ученое звание профессора.
В связи с образованием в 2003 г. Международной ассоциации финансового права Н. И. Химичева стала руководителем её Саратовского отделения. С 2004 г. является научным руководителем Центра экспертиз и научных исследования финансового права («Центра финансового права»), созданного в ГОУ ВПО «Саратовская государственная академия права» на основе гранта Минобразования РФ.
Существенное место в работе Н. И. Химичевой занимает подготовка научных кадров по финансовому праву: под её руководством выполнено и защищено 8 докторских диссертаций, а также более 50 кандидатских, авторы которых востребованы в разных городах страны, включая Москву.
Н. И. Химичева автор более 200 научных публикаций по финансовому праву, основные среди них — монографии «Бюджетные права областных (краевых) Советов депутатов трудящихся». М., «Юридическая литература», 1966; «Субъекты советского бюджетного права». Издательство Саратовского государственного университета, 1979; Налоговое право. М., Бек, 1997 (на Международной книжной ярмарке, проходившей в1998 г. в Москве, книга отмечена дипломом 1-й степени); четыре издания учебников по финансовому праву для юридических вузов, изданных в московских издательствах с 1995 по 2008 год под ответственным редактированием и с личным участием Н. И. Химичевой, одного учебно-методического комплекса по финансовому праву (в соавторстве с Е. В. Покачаловой) и др.; участие в монографиях коллектива авторов — «Процессуальные нормы и отношения в советском праве (в непроцессуальных отраслях)»; научный редактор А. И. Галаган. Воронеж. Изд-во Воронежского университета, 1985 г.; «Правовая политика России: теория и практика». Под ред. профессоров Н. И. Матузова и А. В. Малько; Москва, 2006 и др., а также большое число научных статей по актуальным финансово-правовым проблемам, в том числе изданных в зарубежных издательствах.
В научных публикациях Н. И. Химичевой отражен широкий круг проблем финансово-правового регулирования, обусловленных спецификой задач страны соответственно особенностям советского и постсоветского периодов. Большое внимание уделено вопросам роли финансового права как отрасли публичного права в воздействии на жизнедеятельность общества и государства, проблемам её предмета, выявления особенностей финансовых правоотношений. Центром внимания стали также вопросы уточнения круга общественных отношений как предмета финансового права, структуры этой отрасли права, анализ прав и обязанностей субъектов бюджетного права, налогового права и других подотраслей, а также институтов.
Уделяя внимание теоретической разработке принципов финансового права, их сущности и значению, Н. И. Химичева обосновала концепцию о важной роли их законодательного закрепления относительно финансового права в целом и его структурных подразделений. Такие нормы, по мнению автора, имеют существенное значение в определении целенаправленности финансовой деятельности и повышении эффективности финансово-правовых норм.
Н. И. Химичева неоднократно принимала участие в международных научных конференциях и симпозиумах по проблемам финансового права (Чехословакии, Германия, Польша и др.).
Скончалась 17 марта 2016 года на 88-м году жизни.

## Награды
- Орден «Знак Почёта» (1981)
- Заслуженный работник высшей школы Российской Федерации (1999)[2]
- Почётный работник высшего профессионального образования Российской Федерации
- Почётная грамота Губернатора Саратовской области (2010)[3]

## Память
- Кафедра финансового, банковского и таможенного права имени профессора Н. И. Химичевой (2019)[4][5]

## Публикации

### Монографии, книги, учебные пособия
- Химичева Н. И. Финансовое право. — 4-е изд. — М.: Норма, 2008.[6]
- Химичева Н. И. Бюджетные права областных (краевых) Советов депутатов трудящихся. — М.: Юридическая литература, 1966. — 118 с.
- Химичева Н. И. Субъекты советского бюджетного права / ред. В. М. Манохин. — Саратов: СГУ, 1979. — 221 с.
- Химичева Н. И. Правовые основы бюджетного процесса в СССР / ред. И. А. Маврина. — Саратов: СГУ, 1966. — 43 с.
- Химичева Н. И. Бюджетные права районного, городского совета. — М.: Юридическая литература, 1973. — 95 с. — (Библиотечка для работников районных, городских советов).
- Химичева Н. И. Бюджетные права сельского, поселкового Совета / ред. К. Ф. Шеремет. — М.: Юридическая литература, 1969. — 56 с. — (Библиотечка для работников сельских, поселковых Советов).
- Крохина Ю. А., Химичева Н. И. Бюджетное право и российский федерализм. — М.: НОРМА, 2002. — 455 с. — ISBN 5891235994.
- Химичева Н. И. Налоговое право: учебник для вузов. — М.: БЕК, 1997. — 325 с. — ISBN 3406430325.
- Химичева Н. И., Пастушенко Е. Н. Правовые акты Центрального банка Российской Федерации. — Саратов: СГАП, 2006. — 253 с. — ISBN 579240416X.
- Бакаева Ю. О., Химичева Н. И. Основные финансово-правовые аспекты статуса таможенных органов Российской Федерации. — Саратов: СГСЭУ, 2002. — 147 с. — ISBN 5873092958.
- Бакаева О. Ю., Химичева Н. И. Таможенные фискальные доходы: правовое регулирование. — М.: Статут, 2005. — 185 с. — ISBN 5835402791.

### Статьи
- Химичева Н. И. XXVI съезд КПСС и задачи науки советского финансового права // XXVI съезд КПСС и вопросы развития государственного права, советского строительства и управления. — М., 1982. — С. 254—256.
- Химичева Н. И. Бюджетные правоотношения и их особенности // Хозяйство, право, управление. Вып. 4. — Саратов: Изд-во Саратовского ун-та, 1983. — С. 105—113.
- Химичева Н. И., Петрова И. В. Вопросы развития институтов бюджетного права (рецензия на научно-практическое пособие: Конюхова Т. В. Институты бюджетного права Российской Федерации. М., 2009. — 192 с.) // Правовая политика и правовая жизнь. — 2010. — № 2. — С. 221—224.
- Химичева Н. И. Исследование правовых актов Центрального банка РФ в аспектах финансового права // Финансовое право — 2008. — № 8. — С. 12-15.
- Химичева Н. И., Давыдова Л. А. Советское финансовое право. М., «Юридическая литература», 1982. 423 с.: (Рецензия) // Правоведение. — 1983. — № 3. — С. 107—110.
- Химичева Н. И. О праве утверждать бюджет // Правоведение. — 1964. — № 4. — С. 124—126.
- Химичева Н. И. О расширении бюджетных прав областного Совета депутатов трудящихся // Правоведение — 1961. — № 1. — С. 28-37.